# بنيامين دي روتشيلد
بنيامين دي روتشيلد (بالفرنسية: Benjamin de Rothschild)‏ (ولد في 30 يوليو 1963) هو مصرفي ورجل أعمال فرنسي، رئيس مجموعة إدموند دي روتشيلد، وهو بنك سويسري خاص أنشأه والده وتمتلكه الأسرة.